# Rubén Companioni
Rubén Companioni Blanco (18 mei 1990) is een Cubaans voormalig wielrenner die in 2017 en 2018 reed voor Holowesko-Citadel p/b Araphaoe Resources.

## Carrière
In 2016 was Companioni dicht bij zijn eerste profzege toen hij, zes seconden na Robin Carpenter, als tweede over de streep kwam in de tweede etappe van de Ronde van Utah. In 2018 werd hij prof, een jaar nadat hij onder meer vijfde was geworden in het eindklassement van de Ronde van Beauce.

## Baanwielrennen

### Palmares
| Jaar | CK | P-AK                          | WK | Overig |
| ---- | -- | ----------------------------- | -- | ------ |
| 2009 |    | Omnium · Ploegenachtervolging |    |        |
| 2010 |    | Omnium · Ploegenachtervolging |    |        |

## Wegwielrennen

### Overwinningen
2011
3e etappe Ronde van Costa Rica
2018
1e etappe Joe Martin Stage Race
Eindklassement Joe Martin Stage Race

## Ploegen
- 2013 –  Jamis-Hagens Berman
- 2016 –  Team Jamis
- 2017 –  Holowesko-Citadel Racing p/b Hincapie Sportswear
- 2018 –  Holowesko-Citadel p/b Araphaoe Resources

Brennan · Bryon · Carpenter · Clark · Companioni · Eisenhart · Flaksis · Krasilnikaw · Lewis · Magner · Murphy · Rhim
Brøchner · Bryon · Bybee · Companioni · Dahlheim · Eisenhart · Flaksis · Gómez · Koontz · Krasilnikaw · Lewis · Lienhard · Murphy · Rhim · Sánchez · Schmitt